# Zvonimir Babić
Zvonimir Babić (* 22. Oktober 1995 in Zagreb) ist ein kroatischer Tennisspieler, der hauptsächlich im Doppel aktiv ist.

## Karriere
Babić spielte bis 2013 auf der ITF Junior Tour. In der Jugend-Rangliste erreichte er mit Rang 182 seine höchste Notierung. Bei den Grand-Slam-Turnieren trat er nicht in Erscheinung.
Babić entschied sich nach der Schule für ein Studium in den USA. An der University of Mississippi absolvierte er von 2014 bis 2018 ein Studium im Fach Finance. Im Tennis-Team der Uni spielte er in diesem Zeitraum ebenfalls. Nach dem Abschluss arbeitete Babić zunächst, bevor er 2021 den Tennissport wieder aufnahm. In seinem ersten Profijahr gewann er einen Titel der ITF Future Tour, dem er 2022 neben einem weiteren Titel einige Finalteilnahmen folgen ließ. Ende 2022 stand er auf Rang 279 der Weltrangliste im Doppel. Im Einzel nahm er so gut wie nie an Turnieren teil. Neben zwei weiteren Future-Titeln nahm Babić 2023 vermehrt an Turnieren der ATP Challenger Tour teil. Nachdem er bereits im Vorjahr zweimal ein Challenger-Halbfinale erreicht hatte, gelang ihm dies auch 2023 wieder. Der erste Einsatz auf der ATP Tour erfolgte in Umag, als er mit Luka Mikrut von einer Wildcard profitierte. Sie unterlagen in ihrer Erstrundenpartie gegen Nicolás Barrientos und Guillermo Durán. Im Juli stieg er auf sein Karrierehoch von Rang 220.